# Per Inge Jacobsen
Per Inge Jacobsen (Haugesund, 25 agosto 1981) è un allenatore di calcio norvegese.

## Carriera
Da calciatore, Jacobsen è stato in forza allo Stegaberg. Ha dovuto abbandonare l'attività agonistica per infortunio e successivamente ha quindi ricoperto la carica di allenatore delle giovanili nella stessa squadra.
Ad agosto 2005 è entrato nello staff tecnico del Vålerenga, dove ha avuto l'opportunità di lavorare con alcuni giovani quali Joshua King, Håvard Nielsen, Harmeet Singh e Ghayas Zahid. È stato anche allenatore del Vålerenga 2, squadra riserve del club omonimo.
Dal 2007 al 2011 è stato tra i responsabili del concorso Make the Difference, organizzato dalla Nike e che dava l'opportunità a dei giovani calciatori di lavorare con lo stesso Jacobsen, con Ole Gunnar Solskjær e Ronny Johnsen in una struttura del Manchester United a Carrington.
Nell'autunno 2012 è stato nominato allenatore del Nordstrand. Al termine di quella stessa annata, la squadra è retrocessa in 4. divisjon, per essere promossa nuovamente in 3. divisjon sempre sotto la guida di Jacobsen.
Il 1º novembre 2016 è stato ufficializzato il suo ingaggio all'Avaldsnes, compagine femminile militante nella Toppserien, massima divisione del campionato norvegese. Avrebbe ricoperto l'incarico a partire dalla stagione 2017, in cui l'Avaldsnes avrebbe disputato anche la Women's Champions League 2017-2018.
Il 2 agosto 2019 è stato nominato nuovo allenatore dello Stabæk. Il 2 dicembre 2019 è stato reso noto il rinnovo di contratto di Jacobsen, per altre due stagioni.